# 1290

## Události
- Mongolové vpadají do Besarábie
- založení university v Lisabonu, v r. 1308 přenesena do Coimbry
- Falkenštejnovi bratři jsou po srpnových událostech odsouzeni ke ztrátě majetku a odcházejí do vyhnanství (nejdříve do Rakouska, pak do Uher a ti nejmladší nakonec do Polska)
- král Václav II. získal jako léno knížectví vratislavské
- vzpoura v severoitalské Alessandrii
- Vyhnání Židů z Anglie

## Vědy a umění
V Itálii jsou vynalezeny brýle.

## Narození
České země
- 15. října – Anna Přemyslovna, česká královna († 3. září 1313)
- ? – František Pražský, první kronikář Karla IV. († 1353)

Svět
- 3. ledna – Konstancie Portugalská, královna Kastilie a Leónu jako manželka Ferdinanda IV. († 18. listopadu 1313)
- 10. května – Jan Habsburský, syn rakouského vévody Rudolfa II. a Anežky Přemyslovny († 13. prosince 1312 nebo 1313)
- ? – Beatrix Svídnicko-Javorská, bavorská vévodkyně a římskoněmecká královna († 25. srpna 1322)
- ? – Beatrix Uherská, hraběnka z Viennois, dcera neapolského prince Karla Martela († 1354)
- ? – Paolo Veneziano, benátský gotický malíř († 1362)
- ? – Marie, paní z Meneses a Orduñi, portugalská infantka († ?)

pravděpodobně narození
- Rudolf Hesso Bádenský, německý šlechtic a bádenský markrabě († 17. srpna 1335)

## Úmrtí
České země
- 27. května – Božena Česká, braniborská markraběnka, dcera českého krále Václava I. (* mezi 1227 a 1230)
- 24. srpna – Záviš z Falkenštejna, český šlechtic, popraven pod Hlubokou (* asi 1250)
- ? – Vítek II. z Krumlova, český šlechtic (* ?)

Svět
- 3. února – Jindřich XIII. Bavorský, bavorský vévoda a rýnský falckrabě (* 19. listopadu 1235)
- 10. května – Rudolf II. Švábský, syn římského krále Rudolfa I. Habsburského (* 1270)
- 8. června – Beatrice Portinariová, žena z Benátek, údajná múza Dante Alighieriho (* 1266)
- 23. června – Jindřich IV. Probus, kníže vratislavský a krakovský ze slezské linie Piastovců, otráven (* 1257/1258)
- 10. července – Ladislav IV. Kumán, uherský a chorvatský král (* 1262)
- 29. listopadu – Eleonora Kastilská, anglická královna jako manželka Eduarda I. (* 1241)
- 8. prosince – Magnus III., švédský král (* 1240)
- ? – Markéta I. Skotská, skotská královna (* 1283)
- ? – Salimbene z Parmy, italský kronikář (* 9. října 1221)

## Hlavy států
- České království – Václav II.
- Svatá říše římská – Rudolf I. Habsburský
- Papež – Mikuláš IV.
- Anglické království – Eduard I.
- Francouzské království – Filip IV. Sličný
- Polské knížectví – Jindřich IV. Probus
- Uherské království – Ladislav IV. Kumán – Ondřej III.
- Kastilské království – Sancho IV. Kastilský
- Byzantská říše – Andronikos II. Palaiologos
- Osmanská říše – Osman I.